# Lucicutia hulsemannae
Lucicutia hulsemannae is een eenoogkreeftjessoort uit de familie van de Lucicutiidae. De wetenschappelijke naam van de soort is voor het eerst geldig gepubliceerd in 2005 door Markhaseva & Ferrari.